# IIHF Continental Cup 2014/15
Der IIHF Continental Cup 2014/15 ist die 18. Austragung des von der Internationalen Eishockey-Föderation IIHF ausgetragenen Wettbewerbs. Das Turnier begann am 26. September 2014, das Super-Finale findet vom 9. bis 11. Januar 2015 statt. Insgesamt nehmen 16 Mannschaften aus ebenso vielen europäischen Ländern an den insgesamt 6 Turnieren teil.

## Modus-Änderungen
Im Vorfeld der 18. Austragung des Continental Cups wurden folgende Änderungen am Modus beschlossen:
- Der Sieger des Continental Cups erhält ein Startrecht für die Champions Hockey League (CHL) der folgenden Spielzeit
- Kein Teilnehmer ist automatisch für das Finalturnier qualifiziert (bisher war der Titelverteidiger und der Gastgeber des Finalturniers für dieses direkt qualifiziert), d. h. alle Mannschaften müssen sich über Qualifikationsturniere der verschiedenen Runden für das Super-Finale qualifizieren
- Am Continental Cup dürfen Mannschaften aus den Ländern der Gründungsligen der CHL nicht teilnehmen (Schweden, Finnland, Tschechien, Schweiz, Deutschland, Österreich)

Für die Austragung der Saison 2014/15 erhielten die Fischtown Pinguins eine Ausnahmeregelung, könnten im Falle des Pokalgewinns aber nicht in der CHL antreten.

## Turnierübersicht und Teilnehmer
| Runde        | Datum              | Gruppe   | Austragungsort                                | Teilnehmer                                                                                |
| ------------ | ------------------ | -------- | --------------------------------------------- | ----------------------------------------------------------------------------------------- |
| Erste Runde  | 26.–28. September  | Gruppe A | Wintersportpalast Sofia, Bulgarien            | HK ZSKA Sofia CG Puigcerdà HK Beostar İzmir Büyükşehir Belediyesi SK                      |
| Zweite Runde | 17.–19. Oktober    | Gruppe B | Eisarena Bremerhaven Bremerhaven, Deutschland | Fischtown Pinguins Belfast Giants Tilburg Trappers HK ZSKA Sofia                          |
| Zweite Runde | 17.–19. Oktober    | Gruppe C | Patinoarul Olimpic Brașov, Rumänien           | KH Sanok ASC Corona 2010 Brașov Dunaújvárosi Acélbikák HK Prizma Riga                     |
| Dritte Runde | 21.–23. November   | Gruppe D | Ritten Arena Ritten, Italien                  | Ritten Sport Herning Blue Fox HK Ertis Pawlodar Fischtown Pinguins                        |
| Dritte Runde | 21.–23. November   | Gruppe E | Patinoire du Haras Angers, Frankreich         | HK Njoman Hrodna Ducs d’Angers HK Kompanjon-Naftohas Kiew Ersatz: Belfast Giants KH Sanok |
| Super-Finale | 9.–11. Januar 2015 | Gruppe F | Eisarena Bremerhaven Bremerhaven, Deutschland | Fischtown Pinguins HK Ertis Pawlodar HK Njoman Hrodna Ducs d’Angers                       |

Im Oktober 2014 nahm der HK Kompanjon-Naftohas Kiew von seinem Startrecht im Continental Cup aufgrund der Krise in der Ukraine und damit verbundener finanzieller Probleme Abstand. Die Eishockeyföderation änderte den Modus daher dahingehend, dass der freiwerdende Startplatz mit dem erfolgreicheren Zweitplatzierten (Punkte, Tore) der Gruppen B und C aufgefüllt wurde.

## Erste Runde
Die Spiele der ersten Runde fanden vom 26. September bis 28. September 2014 in Sofia (Bulgarien) statt. Teilnehmer waren CG Puigcerdà (Spanien), HK ZSKA Sofia (Bulgarien), HK Beostar (Serbien) und İzmir Büyükşehir Belediyesi SK (Türkei).
Der Sieger der Ersten Runde qualifizierte sich für die zweite Runde. Dort traf er auf die sieben bereits für die zweite Runde gesetzten Mannschaften.
Gruppe A
| 26. September 2014 15:30 Uhr | HK Beostar F. Petrović (1:57) N. Kerezović (4:12) A. Kolaric (8:04) K. Kinkor (10:03) I. Glavonjic (14:26) N. Vučurević (15:42, 18:49) N. Kerezović (21:09) N. Vučurević (23:44) K. Kinkor (23:59, 26:54) P. Novakovic (34:22) V. Trajkovic (36:02) K. Kinkor (36:51, 37:43) D. Gnitko (39:48, 41:18) N. Lazarevic (45:40) D. Gnitko (47:25) K. Kinkor (55:17) | 20:2 (7:2, 9:0, 4:0) Spielbericht | İzmir Büyükşehir Belediyesi SK B. Akay (2:32) S. Gümüş (16:49) | Wintersportpalast, Sofia Zuschauer: 075 |

| 26. September 2014 19:00 Uhr | HK ZSKA Sofia W. Stefanecz (13:31) G. Iskrenow (35:16) A. Jotow (36:34) | 3:2 (1:0, 2:0, 0:2) Spielbericht | CG Puigcerdà W. Kulikow (44:04) L. Ružička (58:08) | Wintersportpalast, Sofia Zuschauer: 500 |

| 27. September 2014 15:30 Uhr | CG Puigcerdà W. Kulikow (9:42) M. Škovira (37:24) A. Pedraz (48:18) L. Ružička (51:50) R. Morer (52:17) | 5:1 (1:0, 1:0, 3:1) Spielbericht | HK Beostar L. Vukicevic (53:09) | Wintersportpalast, Sofia Zuschauer: 095 |

| 27. September 2014 19:00 Uhr | İzmir Büyükşehir Belediyesi SK O. Uzunali (14:31) S. Gümüş (36:58) C. Baykan (52:54) | 3:19 (1:6, 1:7, 1:6) Spielbericht | HK ZSKA Sofia M. Mendel (3:23) N. Boschanow (6:31) M. Mendel (11:26) A. Simo (12:45) A. Johnsson (15:31) J. Dusicka (17:35) M. Holubek (22:21) N. Boschanow (23:40) M. Holubek (24:33) S. Muchatschew (26:30) M. Mendel (26:59) A. Jotow (29:23) G. Iskrenow (33:55) M. Bojadschiew (44:11) K. Monow (45:17) I. Batora (46:46) G. Iskrenow (51:24) A. Johnsson (54:12) M. Mendel (56:01) | Wintersportpalast, Sofia Zuschauer: 553 |

| 28. September 2014 14:00 Uhr | İzmir Büyükşehir Belediyesi SK Y. Halil (44:46) | 1:20 (0:6, 0:7, 1:7) Spielbericht | CG Puigcerdà M. Paul (2:00) A. Pedraz (3:36) D. Hilario (6:06) S. Barnola (10:31) D. Hilario (16:13) M. Škovira (19:42, 20:46) A. Pedraz (23:07) M. Škovira (26:16) A. Pedraz (26:50) B. Ribot (27:39) M. Škovira (37:53) N. Ribot (39:06) I. Salegui (45:04) M. Škovira (46:19) S. Barnola (52:46) I. Granell (54:16) L. R. Kelvey-Brown Tona (55:35) R. Morer (56:22) L. Ružička (58:36) | Wintersportpalast, Sofia Zuschauer: 99 |

| 28. September 2014 17:30 Uhr | HK ZSKA Sofia G. Iskrenow (35:16, 11:52) S. Muchatschew (14:44) I. Boyko (24:44) I. Kaikl (32:52) I. Boyko (37:24) J. Dusicka (42:54, 54:03) W. Stefanecz (56:42) M. Bojadschiew (59:21) | 10:2 (3:0, 3:1, 4:1) Spielbericht | HK Beostar L. Vukicevic (35:52) K. Kinkor (46:22) | Wintersportpalast, Sofia Zuschauer: 500 |

| Pl. |                                | Sp | S | OTS | OTN | N | Tore  | Punkte |
| 1.  | HK ZSKA Sofia                  | 3  | 3 | 0   | 0   | 0 | 32:07 | 9      |
| 2.  | CG Puigcerdà                   | 3  | 2 | 0   | 0   | 1 | 27:05 | 6      |
| 3.  | HK Beostar                     | 3  | 1 | 0   | 0   | 2 | 23:17 | 3      |
| 4.  | İzmir Büyükşehir Belediyesi SK | 3  | 0 | 0   | 0   | 3 | 06:59 | 0      |

## Zweite Runde
Die zweite Runde des Continental Cups wurde vom 17. bis zum 19. Oktober 2014 in zwei Gruppen ausgespielt. Die Spielorte waren Bremerhaven in Deutschland (mit Gastgeber Fischtown Pinguins, den Belfast Giants (Vereinigtes Königreich), den Tilburg Trappers (Niederlande) und dem Qualifikanten aus der ersten Runde HK ZSKA Sofia (Bulgarien)) sowie Brașov in Rumänien (mit Gastgeber ASC Corona 2010 Brașov, KH Sanok (Polen), Dunaújvárosi Acélbikák (Ungarn) und HK Prizma Riga aus Lettland).
Die Erstplatzierten der beiden Gruppen erreichten die dritte Runde und trafen dort auf die für die 3. Runde gesetzten Mannschaften. Als bester Zweitplatzierter ersetzten die Belfast Giants die für die dritte Runde gesetzte Mannschaft aus der ukrainischen Hauptstadt Kiew, die aus politischen und finanziellen Gründen ihre Teilnahme zurückzog.

### Gruppe B
| 17. Oktober 2014 16:00 Uhr | Tilburg Trappers J. Smid (56:11) | 1:4 (0:1, 0:3, 1:0) Spielbericht | Belfast Giants A. Keefe (15:59) M. McCutcheon (28:45) C. Brookwell (29:37) M. Kompon (34:16) | Eisarena, Bremerhaven Zuschauer: 812 |

| 17. Oktober 2014 20:00 Uhr | HK ZSKA Sofia A. Johnsson (38:14) W. Antipow (51:21) | 2:6 (0:1, 1:1, 1:4) Spielbericht | Fischtown Pinguins J. Hafenrichter (0:46) B. Cook (27:56) V. Beck (42:59) B. Cook (44:16) B. Cook (46:27) M. Dejdar (50:45) | Eisarena, Bremerhaven Zuschauer: 1359 |

| 18. Oktober 2014 16:00 Uhr | Belfast Giants D. Lloyd (15:10) M. Garside (18:41) D. Lloyd (30: 16) J. Mason (32:05) M. Kompon (46:07) C. Elfring (55:11) | 6:2 (2:1, 2:1, 2:0) Spielbericht | HK ZSKA Sofia W. Antipow (19:50) S. Muchatschew (39:57) | Eisarena, Bremerhaven Zuschauer: 0903 |

| 18. Oktober 2014 20:00 Uhr | Fischtown Pinguins J. Hafenrichter (28:28) B. Cook (32:02) J. Kopecký (39:25) B. Cook (46:38) | 4:0 (0:0, 3:0, 1:0) Spielbericht | Tilburg Trappers | Eisarena, Bremerhaven Zuschauer: 1433 |

| 19. Oktober 2014 15:00 Uhr | HK ZSKA Sofia A. Jotow (6:02) A. Jotow (9:54) I. Kaikl (31:56) D. Wlassenkow (44:45) | 4:5 (2:1, 1:0, 1:4) Spielbericht | Tilburg Trappers K. Hogg (10:30) B. Teunissen (43:56) N. de Ruijter (47:21) D. Hagemeijer (50:24) I. v.d. Heuvel (59:30) | Eisarena, Bremerhaven Zuschauer: 0796 |

| 19. Oktober 2014 19:00 Uhr | Belfast Giants M. Kompon (12:28) M. Kompon (21:52) | 2:4 (1:1, 1:1, 0:2) Spielbericht | Fischtown Pinguins J. Kopecký (6:57, 38:50) B. Hooton (57:29) J. Kopecký (59:59) | Eisarena, Bremerhaven Zuschauer: 1563 |

| Pl. |                    | Sp | S | OTS | OTN | N | Tore  | Punkte |
| 1.  | Fischtown Pinguins | 3  | 3 | 0   | 0   | 0 | 14:04 | 9      |
| 2.  | Belfast Giants     | 3  | 2 | 0   | 0   | 1 | 12:07 | 6      |
| 3.  | Tilburg Trappers   | 3  | 1 | 0   | 0   | 2 | 06:12 | 3      |
| 4.  | HK ZSKA Sofia      | 3  | 0 | 0   | 0   | 3 | 08:17 | 0      |

### Gruppe C
| 17. Oktober 2014 14:30 Uhr | Dunaújvárosi Acélbikák Nathan Martine (1:41) Zsolt Azari (26:55) | 2:6 (1:0, 1:3, 0:3) Spielbericht | KH Sanok Jordan Pietrus (22:36, 23:30) Mike Danton (30:06) Jordan Knox (40:54) Mike Danton (43:54) Krzysztof Zapała (50:09) | Patinoarul Olimpic, Brașov Zuschauer: 0500 |

| 17. Oktober 2014 18:00 Uhr | ASC Corona 2010 Brașov Jaroslav Obšut (21:57, 28:50) Yevgeni Pysarenko (29:09) | 3:2 (0:2, 3:0, 0:0) Spielbericht | HK Prizma Riga Janis Ozolins (4:26) Edgars Kurmis (19:13) | Patinoarul Olimpic, Brașov Zuschauer: 1012 |

| 18. Oktober 2014 14:00 Uhr | KH Sanok Jordan Knox (1:46) Rafał Dutka (36:27) | 2:3 (1:0, 1:2, 0:1) Spielbericht | HK Prizma Riga Andris Siksnis (36:04) Janis Petersons (37:33) Victor Lobachev (47:12) | Patinoarul Olimpic, Brașov Zuschauer: 0520 |

| 18. Oktober 2014 17:40 Uhr | Dunaújvárosi Acélbikák Nikandrosz Galanisz (12:09) Attila Pavuk (47:41) | 2:3 (1:2, 0:1, 1:0) Spielbericht | ASC Corona 2010 Brașov Zsombor Antal (6:23) Árpád Mihály (7:26) Csaba Nagy (36:50) | Patinoarul Olimpic, Brașov Zuschauer: 0997 |

| 19. Oktober 2014 13:00 Uhr | HK Prizma Riga Rihards Malinovskis (55:34) Victor Lobachev (59:51) | 2:5 (0:4, 0:1, 2:0) Spielbericht | Dunaújvárosi Acélbikák Attila Pavuk (5:38, 8:28) David Szappanos (13:09) Zsolt Azari (18:56, 37:09) | Patinoarul Olimpic, Brașov Zuschauer: 0236 |

| 19. Oktober 2014 17:00 Uhr | ASC Corona 2010 Brașov Magor Tivadar Petres (14:36, 50:02) Jaroslav Obšut (53:51) | 3:4 (1:2, 0:1, 2:1) Spielbericht | KH Sanok Martin Vozdecký (3:02) Jordan Pietrus (3:53) Martin Vozdecký (20:22) Mike Danton (56:30) | Patinoarul Olimpic, Brașov Zuschauer: 1552 |

| Pl. |                        | Sp | S | OTS | OTN | N | Tore  | Punkte |
| 1.  | KH Sanok               | 3  | 2 | 0   | 1   | 0 | 12:08 | 6      |
| 2.  | ASC Corona 2010 Brașov | 3  | 2 | 0   | 0   | 1 | 09:08 | 6      |
| 3.  | Dunaújvárosi Acélbikák | 3  | 1 | 0   | 0   | 2 | 09:11 | 3      |
| 4.  | HK Prizma Riga         | 3  | 1 | 0   | 0   | 2 | 07:10 | 3      |

## Dritte Runde
Die jeweils zwei Erstplatzierten der beiden Gruppen erreichten die Finalrunde.

### Gruppe D
| 21. November 2014 16:00 Uhr | HK Ertis Pawlodar Alexei Woronzow (51:26) Robert Huna (52:35) Tomas Vak (57:55) | 3:2 (0:1, 0:1, 3:0) Spielbericht | Fischtown Pinguins Jaroslav Hafenrichter (0:44) Andrei Teljukin (22:29) | Arena, Ritten Zuschauer: 1.200 |

| 21. November 2014 19:30 Uhr | Ritten Sport Ivan Tauferer (17:49) Simon Kostner (22:03) Christian Borgatello (27:06) Patrick Rissmiller (36:48) Alexander Eisath (50:15) | 5:1 (1:1, 3:0, 1:0) Spielbericht | Herning Blue Fox Victor Backman (8:59) | Arena, Ritten Zuschauer: 2.000 |

| 22. November 2014 16:00 Uhr | Herning Blue Fox Mathias Hindkjaer Molgaard (13:52) | 1:4 (1:0, 0:3, 0:1) Spielbericht | HK Ertis Pawlodar Martin Hujsa (36:52) Richard Huna (34:21, 39:57) Martin Hujsa (59:45) | Arena, Ritten Zuschauer: 0.570 |

| 22. November 2014 19:30 Uhr | Fischtown Pinguins Patrick Klopper (17:08) Andrew McPherson (PS) | 2:1 n. P. (1:0, 0:0, 0:1, 0:0, 1:0) Spielbericht | Ritten Sport Luca Ansoldi (59:43) | Arena, Ritten Zuschauer: 1.900 |

| 23. November 2014 16:00 Uhr | Ritten Sport | 0:4 (0:3, 0:1, 0:0) Spielbericht | HK Ertis Pawlodar Alexei Woronzow (3:05) Peter Fabuš (11:20) Patrik Svitana (13:23) Richard Huna (36:55) | Arena, Ritten Zuschauer: 1.600 |

| 23. November 2014 19:30 Uhr | Fischtown Pinguins A. Teljukin (7:08) A. McPherson (47:25) | 2:1 (1:1, 0:0, 1:0) Spielbericht | Herning Blue Fox H. Eriksson (5:48) | Arena, Ritten Zuschauer: 0550 |

| Pl. |                    | Sp | S | OTS | OTN | N | Tore | Punkte |
| 1.  | HK Ertis Pawlodar  | 3  | 3 | 0   | 0   | 0 | 11:3 | 9      |
| 2.  | Fischtown Pinguins | 3  | 1 | 1   | 0   | 1 | 6:5  | 5      |
| 3.  | Ritten Sport       | 3  | 1 | 0   | 1   | 1 | 6:7  | 4      |
| 4.  | Herning Blue Fox   | 3  | 0 | 0   | 0   | 3 | 3:11 | 0      |

### Gruppe E
| 21. November 2014 16:00 Uhr | Belfast Giants Mike Kompon (38:31) | 1:0 (0:0, 1:0, 0:0) Spielbericht | HK Njoman Hrodna | Patinoire du Haras, Angers Zuschauer: 0.214 |

| 21. November 2014 20:00 Uhr | KH Sanok | 0:4 (0:1, 0:2, 0:1) Spielbericht | Ducs d’Angers Cody Campbell (5:27) Maxime Griet (22:45) Timothy Crowder (32:45) Cody Campbell (42:03) | Patinoire du Haras, Angers Zuschauer: 0.838 |

| 22. November 2014 16:00 Uhr | HK Njoman Hrodna Sjarhej Chomko (4:15) Sjarhej Maljauka (31:21) | 2:0 (1:0, 1:0, 0:0) Spielbericht | KH Sanok | Patinoire du Haras, Angers Zuschauer: 0.515 |

| 22. November 2014 20:00 Uhr | Ducs d’Angers Cody Campbell (2:55, 13:02) | 2:1 (2:0, 0:0, 0:1) Spielbericht | Belfast Giants Calvin Elfring (59:33) | Patinoire du Haras, Angers Zuschauer: 1.064 |

| 23. November 2014 15:30 Uhr | KH Sanok Jordan Knox (20:28) Robert Kostecki (24:20) Jordan Pietrus (37:29) | 3:5 (0:1, 3:2, 0:2) Spielbericht | Belfast Giants Evan Cheverie (16:08) Mike Kompon (35:17) Darryl Lloyd (39:26) Mark McCutcheon (51:59) Adam Keefe (59:27) | Patinoire du Haras, Angers Zuschauer: 0.570 |

| 23. November 2014 19:00 Uhr | Ducs d’Angers Guillaume Levebvre (1:37) Johan Skinnars (16:06) Michael Busto (28:27) | 3:4 (2:3, 1:1, 0:0) Spielbericht | HK Njoman Hrodna Illja Nasarewytsch (2:50) Wjatschaslau Lisitschkin (16:08) Uladsimir Michaljou (19:59) Jegor Stepanow (25:44) | Patinoire du Haras, Angers Zuschauer: 1.022 |

| Pl. |                  | Sp | S | OTS | OTN | N | Tore | Punkte |
| 1.  | Ducs d’Angers    | 3  | 2 | 0   | 0   | 1 | 9:5  | 6 1    |
| 2.  | HK Njoman Hrodna | 3  | 2 | 0   | 0   | 1 | 6:4  | 6 1    |
| 3.  | Belfast Giants   | 3  | 2 | 0   | 0   | 1 | 7:5  | 6 1    |
| 4.  | KH Sanok         | 3  | 0 | 0   | 0   | 3 | 3:11 | 0      |

| Pl. |                  | Sp | S | OTS | OTN | N | Tore | Punkte |
| 1.  | Ducs d’Angers    | 2  | 1 | 0   | 0   | 1 | 5:5  | 3 2    |
| 2.  | HK Njoman Hrodna | 2  | 1 | 0   | 0   | 1 | 4:4  | 3 2    |
| 3.  | Belfast Giants   | 2  | 1 | 0   | 0   | 1 | 2:2  | 3 2    |

## Super Final
Das Finale der besten vier Mannschaften fand vom 9. bis 11. Januar 2015 in Bremerhaven statt. Austragungsort war die dortige Eisarena, die bis zu 4. 422 Zuschauer fasst.
| 9. Januar 2015 16:00 Uhr | Ducs d’Angers | 0:5 (0:3, 0:2, 0:0) Spielbericht | HK Njoman Hrodna A. Maljauka (0:57) A. Karschunau (4:17) A. Karschunau (13:11) K. Lastawezki (32:07) A. Širokovs (35:15) | Eisarena Bremerhaven Zuschauer: 691 |

| 9. Januar 2015 20:00 Uhr | Fischtown Pinguins J. Hafenrichter (1:55) T. Miller (27:11) B. Bombis (30:40) A. McPherson (46:18) M. Dejdar (58:40) | 5:4 (1:2, 2:0, 2:2) Spielbericht | HK Ertis Pawlodar T. Vak (4:20) R. Huna (16:11) A. Troschtschinski (50:20) S. Miroschnitschenko (55:21) | Eisarena Bremerhaven Zuschauer: 2.675 |

| 10. Januar 2015 16:00 Uhr | HK Ertis Pawlodar R. Huna (21:43) R. Huna (26:40) | 2:4 (0:1, 2:0, 0:3) Spielbericht | Ducs d’Angers T. Crowder (16:16) J. Albert (41:53) J. Skinnars (42:43) Y. Tifu (43:28) | Eisarena Bremerhaven Zuschauer: 845 |

| 10. Januar 2015 20:00 Uhr | HK Njoman Hrodna W. Lisitschkin (2:22) K. Lastawezki (14:53) J. Kristek (25:09) J. Kristek (32:45) A. Karschunau (34:21) S. Maljauka (55:44) | 6:2 (2:0, 3:1, 1:1) Spielbericht | Fischtown Pinguins T. Miller (27:37) J. Kopecký (48:32) | Eisarena Bremerhaven Zuschauer: 3025 |

| 11. Januar 2015 15:00 Uhr | HK Ertis Pawlodar R. Huna (14:45) P. Fabuš (34:16) M. Chovan (54:08) | 3:4 n. P. (1:1, 1:2, 1:0, 0:0, 0:1) Spielbericht | HK Njoman Hrodna A. Širokovs (17:30) J. Stepanow (21:31) S. Chomko (30:59) A. Širokovs (65:00) | Eisarena Bremerhaven Zuschauer: 1017 |

| 11. Januar 2015 19:00 Uhr | Fischtown Pinguins B. Bombis (1:44) P. Dronia (38:47) A. McPherson (65:00) | 3:2 n. P. (1:1, 1:1, 0:0, 0:0, 1:0) Spielbericht | Ducs d’Angers D. Thillet (17:03) C. Campbell (36:46) | Eisarena Bremerhaven Zuschauer: 3025 |

| Pl. |                    | Sp | S | OTS | OTN | N | Tore  | Punkte |
| 1.  | HK Njoman Hrodna   | 3  | 2 | 1   | 0   | 0 | 15:05 | 8      |
| 2.  | Fischtown Pinguins | 3  | 1 | 1   | 0   | 1 | 10:12 | 5      |
| 3.  | Ducs d’Angers      | 3  | 1 | 0   | 1   | 1 | 06:10 | 4      |
| 4.  | HK Ertis Pawlodar  | 3  | 0 | 0   | 1   | 2 | 09:13 | 1      |

### IIHF-Continental-Cup-Sieger
| Continental-Cup-Sieger HK Njoman Hrodna | Torhüter: Jan Schelepnjow, Maksim Samankou Verteidiger: Sjarhej Bogoleischa, Sjarhej Kopylez, Andrej Karschunau, Alexander Medwedew, Illja Nasarewytsch, Daniel Seman Stürmer: Pawel Bojartschuk, Sjarhej Chomko, Pawel Korsakow, Jaroslav Kristek, Konstantin Lastowezki, Wjatschaslau Lisitschkin, Sjarhej Maljauka, Aljaksandr Maljauka, Uladsimir Michaljou, Iwan Mjadel, Maxim Ossipow, Dsmitry Panzyrew, Aleksejs Širokovs, Jegor Stepanow Trainerstab: Wassili Spiridonow, Aleh Malaschkewitsch, Arunas Aleinikovas |